# Seryševskij rajon
Il Seryševskij rajon (in russo Серышевский район?) è un rajon dell'Oblast' di Amur, nella Russia asiatica; il capoluogo è Seryševo. Istituito nel 1935, ricopre una superficie di circa 3.800 chilometri quadrati e consta di una popolazione di circa 30.000 abitanti.

## Centri abitati
- Seryševo
- Arga
- Vvedenovka
- Vesëloe
- Bol'šaja Sazanka
- Voronža
- Ključiki
- Vodorazdel'noe
- Milechino
- Kazanka
- Lipovka
- Sretenka
- Lebjaž'e
- Belousovka
- Lermontovo
- Birma
- Bližnij Sachalin
- Pavlovka
- Limannoe
- Puškino
- Novosergeevka
- Parunovka
- Roždestvenka
- Ozërnoe
- Belonogovo
- Dobrjanka
- Poljana
- Udarnoe
- Sosnovka
- Avtonomovka
- Verchneborovaja
- Deržavinka
- Tomskoe
- Belogorka
- Bočkarevka
- Krasjana Poljana
- Tavričanka
- Chitrovka
- Ukrainka
- Vernoe
- Novoochoč'e
- Frolovka
- Borispol'
- Širokij Log
- Voskresenovka
- Sokolovka